# Saison 2020-2021 des Red Wings de Détroit
Autres saisons
Saison précédente Saison suivante
La saison 2020-2021 des Red Wings de Détroit est la 95e saison de hockey sur glace jouée par la franchise dans la Ligue nationale de hockey. Cette saison est particulière, à cause de la pandémie de la Covid-19, débute en janvier et se dispute sur un calendrier condensé de 56 matchs.

## Avant-saison

### Contexte
Depuis que leur première non-qualification pour les Séries éliminatoires lors de la Saison 2016-2017, après vingt-cinq participations consécutive, Les Red Wings ont décidé de reconstruire leur équipe. Ils ont choisi de remplacer le directeur général Kenneth Holland par Steve Yzerman, ce dernier abat un travail considérable au niveau du repêchage d’entrée. Il est encore trop tôt pour pouvoir en ressentir les effets, car ces jeunes joueurs se développe ailleurs que dans la LNH. Cette saison est encore une fois une saison de transition et les spectateurs auront l’occasion de découvrir quelques talents futurs de l’équipe tels que Dennis Cholowski, Filip Hronek, Gustav Lindstrom, Michael Rasmussen, Joe Veleno et Filip Zadina.

### Mouvements d’effectifs

#### Transactions
| Date              | Acquisition des Red Wings | Partenaire d'échange      | Acquisition du partenaire                                           |
| ----------------- | --- | ------------------------- | ------------------------------------------------------------------- |
| 26 septembre 2020 | Marc Staal et un choix de deuxième tour au Repêchage de 2021                                                                 | Rangers de New York       | considérations futures                                              |
| 11 décembre 2020  | considérations futures | Islanders de New York     | Dmytro Timashov                                                     |
| 9 avril 2021      | un choix de quatrième tour au Repêchage de 2022                                                                              | Avalanche du Colorado     | Patrik Nemeth                                                       |
| 10 avril 2021     | David Savard | Blue Jackets de Columbus  | Brian Lashoff                                                       |
| 10 avril 2021     | un choix de quatrième tour au Repêchage de 2021                                                                              | Lightning de Tampa Bay    | David Savard                                                        |
| 11 avril 2021     | Hayden Verbeek et un choix de cinquième tour au Repêchage de 2021                                                            | Canadiens de Montréal     | Jonathon Merrill                                                    |
| 12 avril 2021     | Jakub Vrána, Richard Pánik, un choix de première tour au Repêchage de 2021 et un choix de deuxième tour au Repêchage de 2022 | Capitals de Washington    | Anthony Mantha                                                      |
| 17 juillet 2021   | Nicholas Leddy | Islanders de New York     | Richard Pánik et un choix de deuxième tour au Repêchage de 2022     |
| 22 juillet 2021   | Alexander Nedeljkovic | Hurricanes de la Caroline | Jonathan Bernier et un choix de troisième tour au Repêchage de 2021 |

#### Signatures d'agent libre
| Joueur                | Date            | Ancienne franchise         | Durée du contrat |
| --------------------- | --------------- | -------------------------- | ---------------- |
| Robert Ryan           | 9 octobre 2020  | Sénateurs d'Ottawa         | 1 an             |
| Jonathon Merrill      | 9 octobre 2020  | Golden Knights de Vegas    | 1 an             |
| Kyle Criscuolo        | 9 octobre 2020  | Ducks d'Anaheim            | 1 an             |
| Kevin Boyle           | 9 octobre 2020  | Ducks d'Anaheim            | 1 an             |
| Riley Barber          | 9 octobre 2020  | Penguins de Pittsburgh     | 2 ans            |
| Thomas Greiss         | 10 octobre 2020 | Islanders de New York      | 2 ans            |
| Troy Stecher          | 10 octobre 2020 | Canucks de Vancouver       | 2 ans            |
| Vladislav Namestnikov | 11 octobre 2020 | Avalanche du Colorado      | 2 ans            |
| Donovan Sebrango      | 15 mars 2021    | Griffins de Grand Rapids   | 3 ans            |
| Seth Barton           | 24 mars 2021    | River Hawks d'UMass-Lowell | 2 ans            |
| Lucas Raymond         | 16 avril 2021   | Frölunda HC                | 3 ans            |
| Eemil Viro            | 20 mai 2021     | TPS                        | 3 ans            |
| Jonatan Berggren      | 20 mai 2021     | Skellefteå AIK             | 3 ans            |
| Wyatt Newpower        | 31 mai 2021     | Monsters de Cleveland      | 2 ans            |

#### Départs d'agent libre
| Joueur          | Date            | Franchise suivante    |
| --------------- | --------------- | --------------------- |
| Christoffer Ehn | 6 novembre 2020 | Frölunda HC           |
| Madison Bowey   | 28 janvier 2021 | Blackhawks de Chicago |
| Cody Goloubef   | 5 février 2021  | Sénateurs d'Ottawa    |
| Christian Djoos | 12 mai 2021     | EV Zug                |
| Mathias Bromé   | 17 mai 2021     | HC Davos              |

#### Prolongations de contrat
| Joueur            | Date            | Durée du contrat |
| ----------------- | --------------- | ---------------- |
| Adam Erne         | 8 octobre 2020  | 1 an             |
| Taro Hirose       | 8 octobre 2020  | 1 an             |
| Tyler Bertuzzi    | 27 octobre 2020 | 1 an             |
| Anthony Mantha    | 3 novembre 2020 | 4 ans            |
| Michael Rasmussen | 22 juillet 2021 | 3 ans            |

#### Résiliations de contrat
| Joueur            | Date           |
| ----------------- | -------------- |
| Justin Abdelkader | 7 octobre 2020 |

#### Réclamé au ballotage
| Joueur          | Date           | Ancienne franchise |
| --------------- | -------------- | ------------------ |
| Christian Djoos | 9 janvier 2021 | Ducks d'Anaheim    |

#### Retrait de la compétition
| Joueur       | Date            |
| ------------ | --------------- |
| Trevor Daley | 26 octobre 2020 |
| James Howard | 28 janvier 2021 |

### Joueurs repêchés
Les Red Wings possèdent le 4e choix lors du repêchage de 2020 se déroulant virtuellement. Ils sélectionnent au premier tour Lucas Raymond, ailier gauche du Winterhawks de Portland de la  Ligue de hockey de l'Ouest. La liste des joueurs repêchés en 2020 par les est la suivante :
| Tour | Choix | Nom                | Poste          | Nationalité                | Équipe précédente               |
| ---- | ----- | ------------------ | -------------- | -------------------------- | ------------------------------- |
| 1    | 4     | Lucas Raymond      | Ailier gauche  | Suède                      | Frölunda HC (SHL)               |
| 2    | 32    | William Wallinder  | Défenseur      | Suède                      | MODO Hockey Jr. (J20 SuperElit) |
| 2    | 51    | Theodor Niederbach | Ailier droit   | Suède                      | Frölunda HC Jr. (J20 SuperElit) |
| 2    | 55    | Cross Hanas        | Ailier gauche  | États-Unis                 | Winterhawks de Portland (LHOu)  |
| 3    | 63    | Donovan Sebrango   | Défenseur      | Finlande                   | Rangers de Kitchener (LHO)      |
| 3    | 70    | Eemil Viro         | Défenseur      | Finlande                   | TPS (SM-liiga)                  |
| 4    | 97    | Sam Stange         | Ailier droit   | États-Unis                 | Stampede de Sioux Falls (USHL)  |
| 4    | 107   | Jan Bednar         | Gardien de but | République tchèque         | Sokolov 1. Liga Tchèque         |
| 5    | 132   | Alex Cotton        | Défenseur      | Canada                     | Hurricanes de Lethbridge (LHOu) |
| 6    | 156   | Kyle Aucoin        | Défenseur      | \|Storm de Tri-City (USHL) |                                 |
| 7    | 187   | Kienan Draper      | Défenseur      | États-Unis                 | Chiefs de Chilliwack (LHCB)     |
| 7    | 203   | Chase Bradley      | Défenseur      | États-Unis                 | Musketeers de Sioux City (USHL) |

Les Red Wings ont également cédé deux de leurs choix d'origine :
- le 94e, un choix de quatrième tour au Lightning de Tampa Bay le 14 août 2019 en retour d’Adam Erne[39].
- le 125e, un choix de cinquième tour acquis par les Golden Knights de Vegas lors d'un échange le 7 octobre 2020 en retour d’un choix de quatrième tour en 2022[35].

## Composition de l'équipe
L'équipe 2020-2021 des Hurricanes est entraînée au départ par Jeff Blashill, assisté de Daniel Bylsma, Doug Houda, Jeff Salajko et LJ Scarpace ; le directeur général de la franchise est Stephen Yzerman.
Les joueurs utilisés depuis le début de la saison sont inscrits dans le tableau ci-dessous. Les buts des séances de tir de fusillade ne sont pas comptés dans ces statistiques. Certains des joueurs ont également joué des matchs avec l'équipe associée aux Hurricanes : les Griffins de Grand Rapids, franchise de la Ligue américaine de hockey.
En raison de la pandémie, la ligue met en place un encadrement élargis appelé Taxi-squad. Il s'agit de joueurs se tenant à disposition avec l'équipe prêt à remplacer un joueur qui serait tester positif à la COVID-19. Sept parmi eux n'ont disputé aucune rencontre avec les Hurricanes, il s'agit de Seth Barton, de Kevin Boyle, de Kaden Fulcher, de Joseph Hicketts, de Jared McIsaac, d’Hayden Verbeek et de Donovan Sebrango.
| No | Nationalité | Joueur           | PJ | V | D  | DP | Min   | BC | BL | Moy  | %Arr | A | Pun | Commentaire |
| -- | ----------- | ---------------- | -- | - | -- | -- | ----- | -- | -- | ---- | ---- | - | --- | ----------- |
| 29 | Allemagne   | Thomas Greiss    | 34 | 8 | 15 | 8  | 1 755 | 79 | 2  | 2,70 | 91,2 | 0 | 2   |             |
| 31 | États-Unis  | Calvin Pickard   | 6  | 2 | 1  | 1  | 304   | 16 | 0  | 3,16 | 87,4 | 0 | 0   |             |
| 45 | Canada      | Jonathan Bernier | 24 | 9 | 11 | 1  | 1 306 | 65 | 0  | 2,99 | 91,4 | 0 | 0   |             |

| No | Nationalité        | Joueur           | PJ | B | A  | Pts | Pun | Commentaire                                     |
| -- | ------------------ | ---------------- | -- | - | -- | --- | --- | ----------------------------------------------- |
| 3  | Canada             | Alex Biega       | 13 | 0 | 3  | 3   | 4   |                                                 |
| 17 | République tchèque | Filip Hronek     | 56 | 2 | 24 | 26  | 16  |                                                 |
| 18 | Canada             | Marc Staal       | 56 | 3 | 7  | 10  | 20  |                                                 |
| 21 | Canada             | Dennis Cholowski | 16 | 1 | 2  | 3   | 4   |                                                 |
| 22 | Suède              | Patrik Nemeth    | 39 | 2 | 6  | 8   | 14  | A fini la saison avec l'Avalanche du Colorado   |
| 24 | États-Unis         | Jonathon Merrill | 36 | 0 | 5  | 5   | 12  | A fini la saison avec les Canadiens de Montréal |
| 28 | Suède              | Gustav Lindström | 13 | 0 | 3  | 3   | 0   |                                                 |
| 44 | Suède              | Christian Djoos  | 36 | 2 | 9  | 11  | 14  |                                                 |
| 65 | États-Unis         | Danny DeKeyser   | 47 | 4 | 8  | 12  | 18  |                                                 |
| 70 | Canada             | Troy Stecher     | 44 | 3 | 8  | 11  | 12  |                                                 |

| No | Nationalité        | Joueur                | Poste | PJ | B  | A  | Pts | Pun | Commentaire                                          |
| -- | ------------------ | --------------------- | ----- | -- | -- | -- | --- | --- | ---------------------------------------------------- |
| 11 | République tchèque | Filip Zadina          | AD    | 49 | 6  | 13 | 19  | 0   |                                                      |
| 14 | Canada             | Robby Fabbri          | C     | 30 | 10 | 8  | 18  | 16  |                                                      |
| 15 | République tchèque | Jakub Vrána           | AG    | 11 | 8  | 3  | 11  | 2   | A commencé la saison avec les Capitals de Washington |
| 24 | Slovaquie          | Richard Pánik         | AD    | 12 | 1  | 3  | 4   | 2   | A commencé la saison avec les Capitals de Washington |
| 27 | Canada             | Michael Rasmussen     | C     | 40 | 3  | 9  | 12  | 26  |                                                      |
| 37 | Russie             | Ievgueni Svetchnikov  | AD    | 21 | 3  | 5  | 8   | 10  |                                                      |
| 39 | Canada             | Anthony Mantha        | AD    | 42 | 11 | 10 | 21  | 17  | A fini la saison avec les Capitals de Washington     |
| 41 | États-Unis         | Luke Glendening       | C     | 54 | 6  | 9  | 15  | 20  | assistant capitaine                                  |
| 43 | Canada             | Darren Helm           | AG    | 47 | 3  | 5  | 8   | 10  |                                                      |
| 48 | Canada             | Givani Smith          | AD    | 16 | 1  | 3  | 4   | 21  |                                                      |
| 51 | Finlande           | Valtteri Filppula     | C     | 38 | 6  | 9  | 15  | 12  |                                                      |
| 54 | États-Unis         | Robert Ryan           | AD    | 33 | 7  | 7  | 14  | 27  |                                                      |
| 59 | Canada             | Tyler Bertuzzi        | AG    | 9  | 5  | 2  | 7   | 4   |                                                      |
| 67 | Canada             | Taro Hirose           | AG    | 6  | 0  | 2  | 2   | 0   |                                                      |
| 71 | États-Unis         | Dylan Larkin          | C     | 44 | 9  | 14 | 23  | 34  | capitaine de l'équipe                                |
| 73 | États-Unis         | Adam Erne             | AG    | 45 | 11 | 9  | 20  | 26  |                                                      |
| 81 | Danemark           | Frans Nielsen         | C     | 29 | 1  | 5  | 6   | 0   | assistant capitaine                                  |
| 86 | Suède              | Mathias Bromé         | AG    | 26 | 1  | 1  | 2   | 8   |                                                      |
| 89 | Canada             | Sam Gagner            | C     | 42 | 7  | 8  | 15  | 15  |                                                      |
| 90 | Canada             | Joseph Veleno         | C     | 5  | 1  | 0  | 1   | 4   |                                                      |
| 92 | Russie             | Vladislav Namestnikov | C     | 53 | 8  | 9  | 17  | 24  |                                                      |

## Saison régulière

### Match après match
Cette section présente les résultats de la saison régulière qui s'est déroulée du 13 janvier au 12 mai. Le calendrier de cette dernière est annoncé par la ligue le 23 décembre 2020.
Nota : les résultats sont indiqués dans la boîte déroulante ci-dessous afin de ne pas surcharger l'affichage de la page. La colonne « Fiche » indique à chaque match le parcours de l'équipe au niveau des victoires, défaites et défaites en prolongation ou lors de la séance de tir de fusillade (dans l'ordre). La colonne « Pts » indique les points récoltés par l'équipe au cours de la saison. Une victoire rapporte deux points et une défaite en prolongation, un seul.
| No | Date       | Adversaire   | Lieu      | Score    | Buteur(s) des Hurricanes | Fiche    | Pts | Gardien de but | Patinoire                | Résumé     |
| -- | ---------- | ------------ | --------- | -------- | --- | -------- | --- | -------------- | ------------------------ | ---------- |
| 1  | 14 janvier | Hurricanes   | Détroit   | 3-0      | | 0-1-0    | 0   | Greiss         | Little Caesars Arena     | [ fdm 1 ]  |
| 2  | 16 janvier | Hurricanes   | Détroit   | 2-4      | Ryan (Zadina) Larkin (Mantha - Bertuzzi) Fabbri (Zadina - Hronek) Larkin (Nemeth)                                                            | 1-1-0    | 2   | Bernier        | Little Caesars Arena     | [ fdm 2 ]  |
| 3  | 18 janvier | Blue Jackets | Détroit   | 3-2      | Ryan (Rasmussen) Ryan (Mantha - Hronek) | 1-2-0    | 2   | Greiss         | Little Caesars Arena     | [ fdm 3 ]  |
| 4  | 19 janvier | Blue Jackets | Détroit   | 2-3 (P)  | Mantha (Bertuzzi - Larkin) Ryan (Merrill - Nielsen) Bertuzzi (Larkin)                                                                        | 2-2-0    | 4   | Bernier        | Little Caesars Arena     | [ fdm 4 ]  |
| 5  | 22 janvier | Blackhawks   | Chicago   | 1-4      | Larkin (Staal - Nielsen) | 2-3-0    | 4   | Greiss         | United Center            | [ fdm 5 ]  |
| 6  | 24 janvier | Blackhawks   | Chicago   | 2-6      | Bertuzzi (Larkin - Hronek) Bertuzzi (Ryan - Hronek)                                                                                          | 2-4-0    | 4   | Bernier        | United Center            | [ fdm 6 ]  |
| 7  | 26 janvier | Stars        | Dallas    | 1-2 (P)  | Namestnikov (Hirose - Smith) | 2-4-1    | 5   | Greiss         | American Airlines Center | [ fdm 7 ]  |
| 8  | 28 janvier | Stars        | Dallas    | 3-7      | Filppula (Mantha - Stecher) Bertuzzi (Rasmussen - Hronek) DeKeyser (Rasmussen - Djoos)                                                       | 2-5-1    | 5   | Greiss         | American Airlines Center | [ fdm 8 ]  |
| 9  | 30 janvier | Panthers     | Détroit   | 3-2 (P)  | Mantha (Namestnikov - Hirose) Bertuzzi (Larkin - Staal)                                                                                      | 2-5-2    | 6   | Greiss         | Little Caesars Arena     | [ fdm 9 ]  |
| 10 | 31 janvier | Panthers     | Détroit   | 3-2      | Larkin (Smith) Mantha (Ryan - Hronek) | 2-6-2    | 6   | Greiss         | Little Caesars Arena     | [ fdm 10 ] |
| 11 | 3 février  | Lightning    | Tampa     | 1-5      | Mantha (Djoos) | 2-7-2    | 6   | Greiss         | Amalie Arena             | [ fdm 11 ] |
| 12 | 5 février  | Lightning    | Tampa     | 1-3      | Namestnikov (Zadina - Merrill) | 2-8-2    | 6   | Greiss         | Amalie Arena             | [ fdm 12 ] |
| 13 | 7 février  | Panthers     | Sunrise   | 4-1      | Staal (Gagner - Stecher) Smith (Ryan) Fabbri (Smith - Stecher) Namestnikov                                                                   | 3-8-2    | 8   | Greiss         | BB&T Center              | [ fdm 13 ] |
| 14 | 9 février  | Panthers     | Sunrise   | 1-2      | Zadina (Larkin) | 3-9-2    | 8   | Greiss         | BB&T Center              | [ fdm 14 ] |
| 15 | 11 février | Predators    | Nashville | 2-3      | Fabbri (Mantha - Hronek) Staal (Ryan - Namestnikov)                                                                                          | 3-10-2   | 8   | Greiss         | Bridgestone Arena        | [ fdm 15 ] |
| 16 | 13 février | Predators    | Nashville | 4-2      | Fabbri (Filppula - Hronek) Erne (Glendening) Glendening (Fabbri - Stecher) Mantha (Glendening - Hronek)                                      | 4-10-2   | 10  | Bernier        | Bridgestone Arena        | [ fdm 16 ] |
| 17 | 15 février | Blackhawks   | Détroit   | 3-2 (P)  | Namestnikov (Nemeth - Gagner) Djoos (Nielsen - Erne)                                                                                         | 4-10-3   | 11  | Greiss         | Little Caesars Arena     | [ fdm 17 ] |
| 18 | 17 février | Blackhawks   | Détroit   | 2-0      | | 4-11-3   | 11  | Bernier        | Little Caesars Arena     | [ fdm 18 ] |
| 19 | 19 février | Panthers     | Détroit   | 7-2      | Ryan (Fabbri) Filppula (Fabbri - Larkin) | 4-12-3   | 11  | Greiss         | Little Caesars Arena     | [ fdm 19 ] |
| 20 | 20 février | Panthers     | Détroit   | 1-2      | Nemeth (Djoos - Glendening) Brome (Larkin)                                                                                                   | 5-12-3   | 13  | Bernier        | Little Caesars Arena     | [ fdm 20 ] |
| 21 | 23 février | Predators    | Détroit   | 2-0      | | 5-13-3   | 13  | Bernier        | Little Caesars Arena     | [ fdm 21 ] |
| 22 | 25 février | Predators    | Détroit   | 2-5      | Glendening (Zadina - Helm) Gagner (Ryan) Gagner (Ryan - DeKeyser) Erne (Helm - Gledening) Gagner                                             | 6-13-3   | 15  | Bernier        | Little Caesars Arena     | [ fdm 22 ] |
| 23 | 27 février | Blackhawks   | Chicago   | 5-3      | Ryan (Fabbri - DeKeyser) Helm (Glendening - Erne) Djoos (Fabbri - Zadina) Svechnikov (Nielsen - Filppula) Nielsen (Svechnikov - Filppula)    | 7-13-3   | 17  | Bernier        | United Center            | [ fdm 23 ] |
| 24 | 28 février | Blackhawks   | Chicago   | 2-7      | Gagner (Merrill - Namestnikov) Svechnikov (Hronek - Erne)                                                                                    | 7-14-3   | 17  | Greiss         | United Center            | [ fdm 24 ] |
| 25 | 2 mars     | Blue Jackets | Columbus  | 1-4      | Mantha (Djoos - Ryan) | 7-15-3   | 17  | Bernier        | Nationwide Arena         | [ fdm 25 ] |
| 26 | 4 mars     | Hurricanes   | Raleigh   | 2-5      | Zadina (Nametsnikov - Gagner) Zadina (Erne - Svechnikov)                                                                                     | 7-16-3   | 17  | Bernier        | PNC Arena                | [ fdm 26 ] |
| 27 | 9 mars     | Lightning    | Détroit   | 4-3 (P)  | Erne (Zadina - Hronek) Nemeth (Gagner - Namestnikov) Larkin (Fabbri - Hronek)                                                                | 7-16-4   | 18  | Greiss         | Little Caesars Arena     | [ fdm 27 ] |
| 28 | 11 mars    | Lightning    | Détroit   | 4-6      | Stecher (Gagner - Zadina) Larkin (Hronek - Mantha) Mantha Glendening (Rasmussen - Zadina) Fabbri (Merrill) Namestnikov (Mantha - Hronek)     | 8-16-4   | 20  | Bernier        | Little Caesars Arena     | [ fdm 28 ] |
| 29 | 14 mars    | Hurricanes   | Détroit   | 2-1      | Mantha (Hronek - Glendening) | 8-17-4   | 20  | Bernier        | Little Caesars Arena     | [ fdm 29 ] |
| 30 | 16 mars    | Hurricanes   | Détroit   | 2-4      | Erne (Zadina - Hronek) Erne (Larkin - Hronek) Fabbri (Larkin - Staal) Hronek                                                                 | 9-17-4   | 22  | Bernier        | Little Caesars Arena     | [ fdm 30 ] |
| 31 | 18 mars    | Stars        | Détroit   | 2-3      | Fabbri (Mantha - Stecher) Fabbri (Staal) Fabbri (Larkin)                                                                                     | 10-17-4  | 24  | Greiss         | Little Caesars Arena     | [ fdm 31 ] |
| 32 | 20 mars    | Stars        | Détroit   | 3-0      | | 10-18-4  | 24  | Greiss         | Little Caesars Arena     | [ fdm 32 ] |
| 33 | 23 mars    | Predators    | Nashville | 0-2      | | 10-18-4  | 24  | Greiss         | Bridgestone Arena        | [ fdm 33 ] |
| 34 | 25 mars    | Predators    | Nashville | 1-7      | Ryan (Djoos - Fabbri) | 10-20-4  | 24  | Pickard        | Bridgestone Arena        | [ fdm 34 ] |
| 35 | 27 mars    | Blue Jackets | Détroit   | 1-3      | Erne (Hronek - DeKeyser) Fabbri (Larkin - Zadina) Mantha (Larkin - Nemeth)                                                                   | 11-20-4  | 26  | Pickard        | Little Caesars Arena     | [ fdm 35 ] |
| 36 | 28 mars    | Blue Jackets | Détroit   | 1-4      | Svechnikov (Helm - Djoos) Rasmussen (Fabbri - DeKeyser) Hronek Nametsnikov (Mantha - Nemeth)                                                 | 12-20-4  | 28  | Pickard        | Little Caesars Arena     | [ fdm 36 ] |
| 37 | 30 mars    | Panthers     | Sunrise   | 1-4      | Zadina (Larkin - Hronek) | 12-21-4  | 28  | Pickard        | BB&T Center              | [ fdm 37 ] |
| 38 | 1er avril  | Panthers     | Sunrise   | 2-3 (P)  | Erne (Stecher - Nemeth) Mantha (Rasmussen - Nemeth)                                                                                          | 12-21-5  | 29  | Greiss         | BB&T Center              | [ fdm 38 ] |
| 39 | 3 avril    | Lightning    | Tampa     | 1-2      | Erne (Nielsen - Helm) | 12-22-5  | 29  | Greiss         | Amalie Arena             | [ fdm 39 ] |
| 40 | 4 avril    | Lightning    | Tampa     | 5-1      | Larkin (Erne - Hronek) Filppula (Glendening - Namestnikov) Rasmussen (Djoos - Mantha) Staal (Mantha) Helm (Glendening - Namestnikov)         | 13-22-5  | 31  | Greiss         | Amalie Arena             | [ fdm 40 ] |
| 41 | 6 avril    | Predators    | Détroit   | 3-2 (TF) | DeKeyser (Filppula) · Erne (Merrill - Djoos) · TF : Larkin - Zadina                                                                          | 13-22-6  | 32  | Greiss         | Little Caesars Arena     | [ fdm 41 ] |
| 42 | 8 avril    | Predators    | Détroit   | 7-1      | Helm (Stecher - Erne) | 13-23-6  | 32  | Bernier        | Little Caesars Arena     | [ fdm 42 ] |
| 43 | 10 avril   | Hurricanes   | Raleigh   | 5-4 (TF) | Larkin (Zadina - Stecher) · Mantha (Biega) · Filppula · Erne · TF : Larkin - Sevchnikov - Zadina - Nielsen - Hronek - Mantha - Erne          | 14-23-6  | 34  | Greiss         | PNC Arena                | [ fdm 43 ] |
| 44 | 12 avril   | Hurricanes   | Raleigh   | 3-1      | Erne (Rasmussen - Filppula) Zadina (Rasmussen - Larkin) Gagner (Filppula - DeKeyser)                                                         | 15-23-6  | 36  | Bernier        | PNC Arena                | [ fdm 44 ] |
| 45 | 15 avril   | Blackhawks   | Détroit   | 1-4      | Stecher (Staal - Glendening) Vrana (Lindstrom) Stecher (DeKeyser - Namestnikov) Rasmussen (Erne - Staal)                                     | 16-23-6  | 38  | Greiss         | Little Caesars Arena     | [ fdm 45 ] |
| 46 | 17 avril   | Blackhawks   | Détroit   | 4-0      | | 16-24-6  | 38  | Bernier        | Little Caesars Arena     | [ fdm 46 ] |
| 47 | 19 avril   | Stars        | Dallas    | 2-3 (TF) | Glendening (Svechnikov - Biega) · Glendening (Biega - Helm) · TF : Larkin - Gagner - Erne - Svechnikov                                       | 16-24-7  | 39  | Greiss         | American Airlines Center | [ fdm 47 ] |
| 48 | 20 avril   | Stars        | Dallas    | 2-5      | Filppula (Vrana) Larkin (Hronek - Gagner) | 16-25-7  | 39  | Bernier        | American Airlines Center | [ fdm 48 ] |
| 49 | 22 avril   | Stars        | Détroit   | 3-7      | Vrana (Zadina) Glendening (Staal - Erne) Panik (Gagner) Vrana (DeKeyser - Lindstrom) Vrana Vrana (DeKeyser - Zadina) Gagner (Lindstrom)      | 17-25-7  | 41  | Greiss         | Little Caesars Arena     | [ fdm 49 ] |
| 50 | 24 avril   | Stars        | Détroit   | 2-1 (P)  | Cholowski (Svechnikov - Panik) | 17-25-8  | 42  | Bernier        | Little Caesars Arena     | [ fdm 50 ] |
| 51 | 27 avril   | Blue Jackets | Columbus  | 0-1 (TF) | TF : Vrana - Erne | 17-25-9  | 43  | Greiss         | Nationwide Arena         | [ fdm 51 ] |
| 52 | 29 avril   | Hurricanes   | Raleigh   | 1-3      | Vrana | 17-26-9  | 43  | Bernier        | PNC Arena                | [ fdm 52 ] |
| 53 | 1er mai    | Lightning    | Détroit   | 0-1 (TF) | TF : Vrana - Zadina - Erne - Veleno - Svechnikov - Namestnikov - Filppula - Gagner                                                           | 18-26-9  | 45  | Greiss         | Little Caesars Arena     | [ fdm 53 ] |
| 54 | 2 mai      | Lightning    | Détroit   | 2-1      | Zadina (Namestnikov - Erne) | 18-27-9  | 45  | Bernier        | Little Caesars Arena     | [ fdm 54 ] |
| 55 | 7 mai      | Blue Jackets | Columbus  | 5-2      | Veleno (rana - Hronek) DeKeyser (Brome - Rasmussen) Vrana (Panik - Filppula) Namestnikov (Gagner - Filppula) Namestnikov (Filppula - Hronek) | 19-27-9  | 47  | Greiss         | Nationwide Arena         | [ fdm 55 ] |
| 56 | 8 mai      | Blue Jackets | Columbus  | 4-5 (P)  | Vrana (Cholowski - Panik) DeKeyser (Rasmussen - Svechnikov) Gagner (Hronek - Djoos) Filppula (Cholowski - Vrana)                             | 19-27-10 | 48  | Pickard        | Nationwide Arena         | [ fdm 56 ] |

### Classement de l'équipe
L'équipe des Red Wings finit à la septième place de la division Centrale Discover et ne se qualifient pour les Séries éliminatoires, les Hurricanes de la Caroline sont sacrés champions de la division. Au niveau de la Ligue nationale de hockey, cela les place à la vingt-septième place, les premiers étant l'Avalanche du Colorado avec huitante-deux points.
| Clt   | Équipe                    | PJ | V  | D  | DP | BP  | BC  | Pts |
| ----- | ------------------------- | -- | -- | -- | -- | --- | --- | --- |
| +001, | Hurricanes de la Caroline | 56 | 36 | 12 | 8  | 179 | 136 | 80  |
| +002, | Panthers de la Floride    | 56 | 37 | 14 | 5  | 189 | 153 | 79  |
| +003, | Lightning de Tampa Bay    | 56 | 36 | 17 | 3  | 181 | 147 | 75  |
| +004, | Predators de Nashville    | 56 | 31 | 23 | 2  | 156 | 154 | 64  |
| +005, | Stars de Dallas           | 56 | 23 | 19 | 14 | 158 | 154 | 60  |
| +006, | Blackhawks de Chicago     | 56 | 24 | 25 | 7  | 161 | 186 | 55  |
| +007, | Red Wings de Détroit      | 56 | 19 | 27 | 10 | 127 | 171 | 48  |
| +008, | Blue Jackets de Columbus  | 56 | 18 | 26 | 12 | 137 | 187 | 48  |

- En gras : champion de la saison régulière
- En italique : qualifié pour les séries éliminatoires

Avec cent-vingt-sept buts inscrits, les Red Wings possèdent la trentième attaque de la ligue, les meilleures étant l'Avalanche du Colorado avec cent-nonante-sept buts et les moins performants étant les Ducks d'Anaheim avec cent-vingt-six buts. Au niveau défensif, les Red Wings accordent cent-septante et un buts, soit une vingt et unième place pour la ligue, les Golden Knights de Vegas est l'équipe qui a concédé le moins de buts (cent-vingt-quatre) alors qu'au contraire, les Flyers de Philadelphie en accordent deux-cent-un buts.

### Meneurs de la saison
Adam Erne est le joueurs des Red Wings qui a inscrit le plus de buts (onze), le classant à la 156e position au niveau de la ligue. Ce classement est remporté par Auston Matthews des Maple Leafs de Toronto avec quarante et une réalisations.
Le joueur comptabilisant le plus d'aides chez les Red Wings est Filip Hronek avec vingt-quatre, ce qui le classe au 91e rang au niveau de la ligue. le meilleur étant Connor McDavid des Oilers d'Edmonton avec septante et une passes comptabilisées.
Filip Hronek, obtenant un total de vingt-six points est le joueur des Red Wings le mieux placé au classement par point, terminant à la 189e place au niveau de la ligue. Connor McDavid en comptabilise cent-quatre pour remporter ce classement.
Au niveau des défenseurs, Filip Hronek est le défenseur le plus prolifique de la saison avec un total de vingt-six points, terminant à la 36e place au niveau de la ligue. Tyson Barrie des Oilers d'Edmonton est le défenseur comptabilisant le plus de points avec un total de quarante-huit.
Concernant les Gardien, Jonathan Bernier accorde soixante-cinq buts en mille-trois-cent-sept minutes, pour un pourcentage d’arrêt de nonante et un, quatre et Thomas Greiss accorde septante-neuf buts en mille-sept-cent-cinquante-six minutes, pour un pourcentage d'arrêt de nonante et un, deux. Jack Campbell est le gardien ayant accordé le moins de buts (quarante-trois) et Connor Hellebuyck le plus (cent-douze), Hellebuyck est également le gardien disputant le plus de minutes de jeu (deux-mille-six-cent-deux), Alexander Nedeljkovic est le gardien présentant le meilleur taux d’arrêts avec (nonante-trois, deux) et Carter Hart le pire (huitante-sept, sept.
À propos des recrues, Evgeny Svechnikov comptabilise huit points, finissant à la 44e place au niveau de la ligue. Kirill Kaprizov du Wild du Minnesota est la recrue la plus prolifique avec un total de cinquante et un point.
Enfin, au niveau des pénalités, les Red Wings ont totalisé quatre-cent-huit minutes de pénalité dont trente-quatre minutes pour Dylan Larkin, ils sont la vingt et unième équipe la plus pénalisée de la saison. Le joueur le plus pénalisé de la ligue est Tom Wilson des Capitals de Washington avec nonante-six minutes et l'équipe la plus pénalisée est le Lightning de Tampa Bay.